# Méněcenný statek
Méněcenný statek označuje v teorii spotřebitele takový statek, kterého je se zvýšením příjmu spotřebitele poptáváno menší množství. Toto označení nevypovídá o kvalitě statku, ale o preferencích spotřebitele.
Příkladem méněcenného statku může být oblečení ze second-handu. Pokud spotřebiteli vzroste příjem, bude nakupovat spíše nové oblečení, než oblečení použité.
Zvláštním případem méněcenného statku je Giffenův statek. Giffenův statek není určen vztahem důchod – poptávané množství, ale vztahem cena – poptávané množství. Pro tento statek platí, že od určité ceny roste s růstem ceny statku i poptávka po něm. Například zdražení rýže vyvolá takový pokles reálného příjmu, že chudí spotřebitelé nemají na maso a nahrazují ho rýží. Jedná se o výjimku z pravidla klesající poptávky.